# Никола Чернокожев
Никола Бочев Чернокожев е български просветен деец от Ловеч.

## Биография
Никола Чернокожев е роден през 1849 година в град Ловеч, Османската империя. Семейството е на заможен търговец. Учи в родния си град Ловеч при учителя Манол Лазаров, на когото става помощник. Работи като учител в София (1871 – 1872). Васил Караконовски му издейства руска стипендия и Чернокожев учи в Цариград. Завършва гимназия в гр. Николаев и химическия отдел на Технологическия институт в Санкт Петербург (14 октомври 1878). Председател на стопанския комитет и училищен инспектор при Априловската гимназия в гр. Габрово. 
Народен представител в Учредителното събрание.
Присъства в списъка с депутати за 1 ВНС за избор на княз.
Умира на 30-годишна възраст в град Габрово на 19 юни 1879 година.